# Johann Baptist Trappentreu

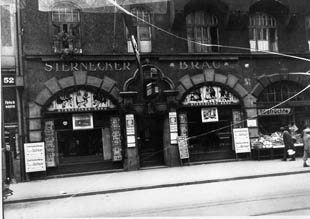
Sterneckerbräu, 1925

Johann Baptist Trappentreu (1805 – 22 de agosto de 1883) foi um cervejeiro de Munique e proprietário da cervejaria Sterneckerbräu. Herdou o empreendimento de seu pai Kajetan Trappentreu em 1833.

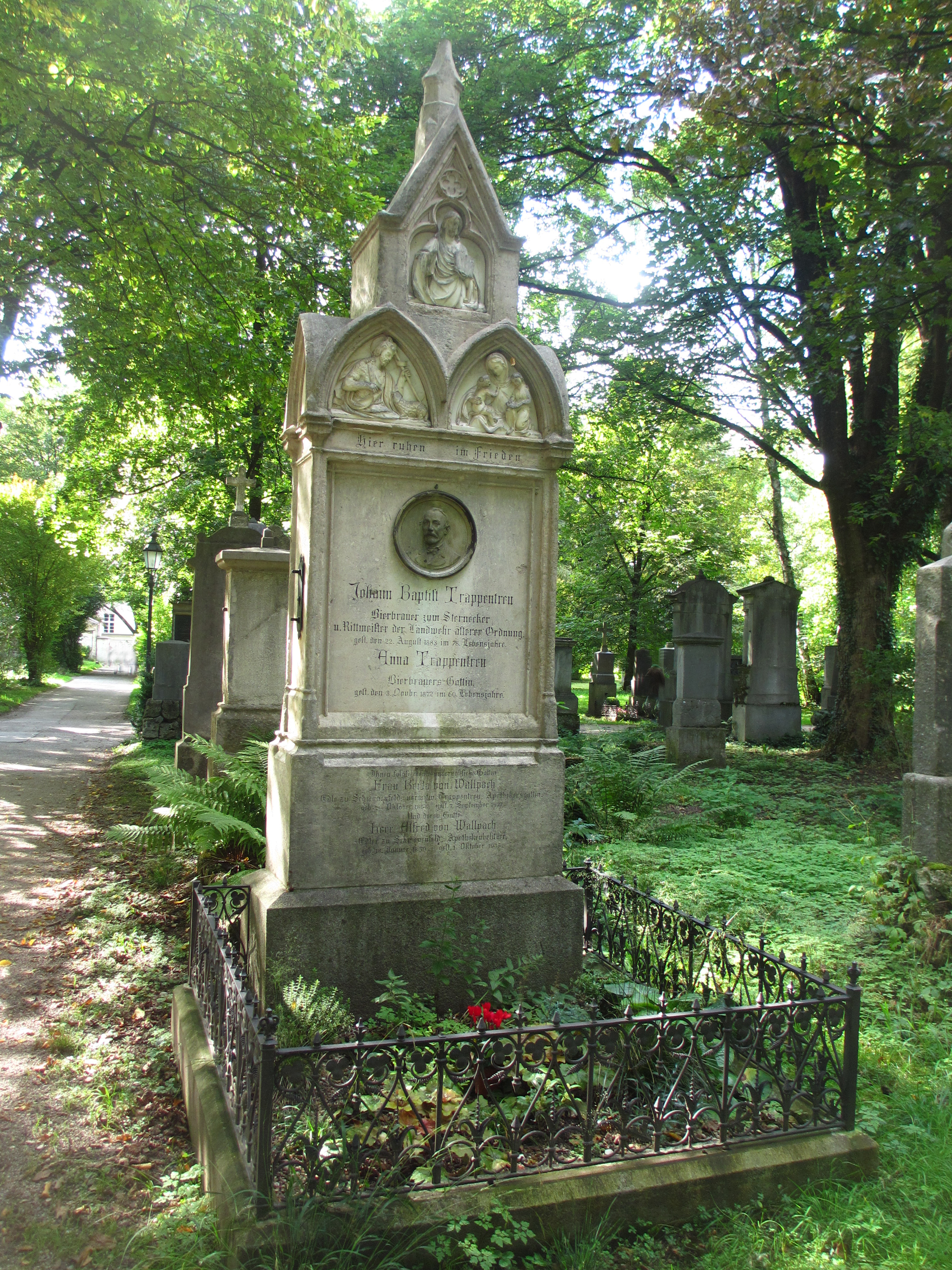
Sepultura de Johann Trappentreu no Alter Südfriedhof (Munique)